# Šilentabor
Šilentabor este o localitate din comuna Pivka, Slovenia, cu o populație de 9 locuitori.